# Projekt 42
Projekt 42 (v kódu NATO třída Kola) byla třída fregat sovětského námořnictva z doby studené války. V sovětské klasifikaci to byly eskortní lodě. Fregaty sloužily až do 70. let, kdy byly sešrotovány.

## Stavba
V letech 1949–1953 bylo postaveno celkem osm jednotek této třídy.

## Konstrukce
Výzbroj tvořily čtyři jednohlavňové věže se 100mm kanóny B-34-USM, dva dvojité protiletadlové 37mm kanóny V-11M, trojhlavňový 533mm torpédomet, dva raketové vrhače hlubinných pum RBU-900, čtyři klasické vrhače a dvě skluzavky. Pohonný systém tvořily dvě parní turbíny a dva kotle. Nejvyšší rychlost dosahovala 30 uzlů.